# 太監 (官職)
太監是中國古代官名（常與「大監」混淆，但兩者為不同意思），最早出現於北魏，為女官稱號。唐代時為外朝官職大監的別稱。宋代為高級女官職稱，遼代是政府高級職位的名稱。至明朝時，由於太監職位常由宦官擔任，於是「太監」變成了高級宦官的稱謂，到清朝時，宦官統稱為太監，成了宦官統稱。1912年清朝覆灭后太监才开始消失。

## 歷史
太監一名始見於北魏，孝文帝置女官管理內事，其中有「大監」一職，在作司之下，女侍中之上，而古人常把「大」與「太」混用，故「大監」可能即為太監，如北齊時，宮女出身的穆黃花（字舍利）為北齊後主高緯臨幸後被稱為「舍利太監」。
唐代外朝官職中有大監，也作太監。
「太監」作為正式官名的記載始見於宋代，孙逢吉《職官分紀》載，宋太宗在內廷置內官（女官），有尚宮及太監，同負責內省事務，又改內省為尚書內省，尚書、太監並號尚書。這裡的太監為高級女官職稱，亦作大監。亦有其他官署設有太監官職。
遼代時，太監為南面官中太府監、少府監、秘書監、將作監、都水監等官署的主官，下有少監、監丞。
元代時，太監為藝文監、典用监、典医监、典牧监、甄用监、太府监、度支监、利用监、中尚监、章佩监、经正监、秘书监等官署皆設有太監官職，位次于各监的卿或太卿。
明代宮中設二十四衙门，內設十二監、四司、八局，各專設掌印太監一人提領。及其他机构主官，其中十二監中的內官監、御用監、四司、八局、内府供用库、提督东厂等，各设掌印太监一人。部分机构如司礼监除掌印太监外，還有提督太监、秉笔太监、随堂太监；提督京营除掌印太监外還有坐营太监。由於這些太监常由宦官出任，於是後來「太監」變成了高級宦官的稱謂。但明代並無規定太監職位必須由宦官出任。
清朝時，宦官統稱為太監，太監一詞才完全與宦官同義。
1912年宣統退位後，便停止新招太监入宫，但直到1924年馮玉祥北京政變，驅逐遜清小朝廷後，所有太监才返乡，据称在第二次世界大戰时的满洲国内部也存在一定数量的太监，但随着日本投降和蘇聯入侵滿洲，太监从此彻底从中国官场中消失。